# Bowling for Columbine

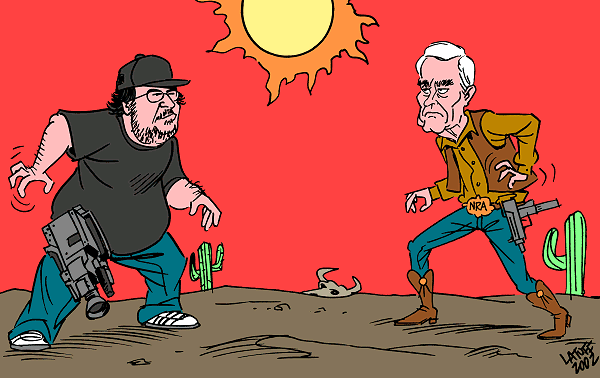
Cartoon over de documentaire, met een duel tussen Moore met filmcamera en Heston met vuurwapen; door Carlos Latuff.

Bowling for Columbine is een documentaire van de hand van de Amerikaan Michael Moore. De documentaire werd voor het eerst vertoond op 11 oktober 2002 en won onder andere de Academy Award voor Beste Documentaire en een prijs op het Filmfestival van Cannes. De documentaire gebruikt humor als een manier om mensen zich de documentaire te laten herinneren.
In de documentaire belicht Moore geweldsdelicten in de Verenigde Staten, waarbij hij de bomaanslag in Oklahoma City en de moorden op de Columbine High School gebruikt als voorbeelden. Het hoge aantal wapenbezitters in Amerika wordt aangehaald als de reden voor het eveneens hoge aantal schietincidenten dat jaarlijks plaatsvindt in de VS. Moore vraagt zich in Bowling for Columbine af waarom de moorden op de Columbine High School plaatsvonden, en waarom het aantal geweldsdelicten in Amerika zo veel hoger ligt dan in bijvoorbeeld Canada en het Verenigd Koninkrijk.
De film haalt ook dingen aan als het feit dat men bij sommige banken bij het openen van een bankrekening een wapen naar keuze krijgt, en men kogels kan kopen bij een kapper of bij een supermarkt. In de film wordt ook gezorgd dat de winkelketen Kmart stopt met het verkopen van kogels.
Uniek aan de film is ook dat Moore uiteindelijk een interview heeft gekregen met Charlton Heston. Hij was de president van de National Rifle Association die in de film ook een centrale rol speelt.
De titel refereert aan de bowlingtraining die Eric Harris en Dylan Klebold (de twee jongens die dertien mensen doodschoten op Columbine High School) bezochten in de maanden voorafgaand aan het drama. Moore wil zo aantonen dat het bowlen net zomin de jongens aanzette tot de moorden als de muziek van Marilyn Manson of South Park, zoals sommige mensen opperen.
In de film wordt beweerd dat Harris en Klebold bowlingtraining volgden de morgen voor het bloedbad. Dit is incorrect.